# Dries Vanthoor
Dries Vanthoor (Heusden-Zolder, 20 aprile 1998) è un pilota automobilistico belga, vincitore della 24 Ore di Le Mans classe GTE Am nel 2017 e della 24 Ore del Nürburgring nel 2019, inoltre con il Belgian Audi Club Team WRT ha vinto tre volte il GT World Challenge Europe Sprint Cup nel 2020, 2021 e 2022. Dal 2018 è pilota ufficiale Audi. Suo fratello maggiore, Laurens è un pilota automobilistico della Porsche.

## Carriera

### GT World Challenge Europe
Nel 2016 Vanthoor viene ingaggiato insieme a Frédéric Vervisch dal Belgian Audi Club Team WRT per competere nella Blancpain GT Series (attuale GT World Challenge). Corre sia la serie Sprint ed nel Endurance dove conquista i suoi primi podi nella serie. L'anno successivo continua con il team belga e nella sprint conquista due vittorie entrambi sul circuito di Hungaroring insieme a Marcel Fässler. A fine stagione l'Audi lo sceglie come pilota ufficiale del marchio

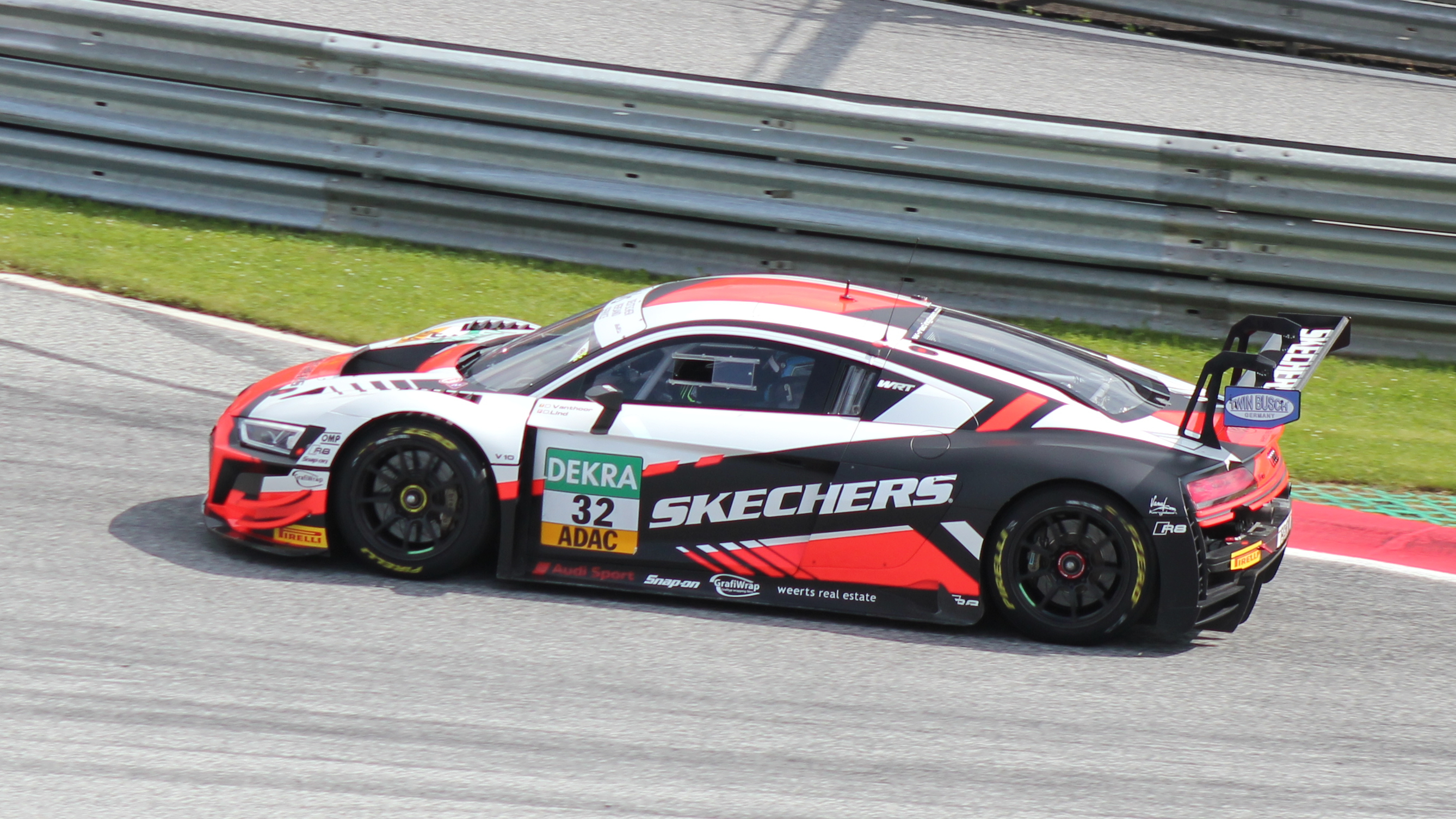
Dries Vanthoor nel 2021 a guida della Audi R8 LMS Evo

Nel 2018 insieme a Will Stevens conquista a Brands Hatch la sua terza vittoria nella serie sprint e conquista la sua prima vittoria nella serie endurance. Mentre la stagione 2019 risulta molto deludente, l'unica soddisfazione arriva nella vittoria della 24 Ore del Nürburgring. Nel 2020 viene affiancato dal connazionale Charles Weerts. Il duo trionfa nella Sprint Cup mentre nel chiudono ottavi nella Endurance Cup.
Il 2021 è un anno di successi, conquistano quattro vittorie e bissano il successo del anno precedente nella Sprint Cup, il duo con il supporto di Kelvin van der Linde chiudono terzi anche nella serie Endurance. Weerts e Vanthoor con i risultati in entrambe le coppe vincono la classifica generale dal GT World Challenge Europe.
Nel 2022 il Belgian Audi Club Team WRT conferma Vanthoor e Weerts per la Sprint Cup e la Endurance Cup con Kelvin van der Linde. L'equipaggio vince la prima gara endurance stagionale ad Imola, per Vanthoor è la seconda vittoria nella Endurance Cup. Nella Sprint ottengono quattro vittorie e con il terzo posto nella prima gara di Valencia si laureano campioni, per Vanthoor è il terzo successo consecutivo. Lo stesso anno viene ingaggiato dal team Phoenix Racing per correre la 24 Ore del Nürburgring. Vanthoor divide l'Audi R8 LMS Evo II con Robin Frijns, Kelvin van der Linde e Frédéric Vervisch. L'equipaggio vince la corsa, per Vanthoor è il secondo successo nella corsa.
Dal 2023 il Team WRT lascia la casa dei cinque anelli per la BMW, Vanthoor e Charles Weerts decidono di continuare con la WRT. Il primo successo con la nuova vettura, la BMW M4 GT3, arriva nella 9 Ore di Kyalami, in Sudafrica, gara valida per l'Intercontinental GT Challenge.

### Formula E
Nel aprile del 2024, prende parte per la prima volta ai Rookie Test della Formula E di Berlino con il team Envision Racing.

### 24 Ore di Le Mans e WEC
Nel 2017 corre la sua prima 24 Ore di Le Mans con la Ferrari 488 GTE del team JMW Motorsport. Insieme a Robert Smith e Will Stevens vincono nella classe GTE Am. Dopo ben quattro anni, nel 2021 Vanthoor torna a Le Mans guidando la Porsche 911 RSR-19 del team Hub Auto Racing. Ma dopo ben 227 giri è costretto al ritiro.
Nel 2022 parteciperà per la prima volta nella LMP2 durante la 24 Ore di Le Mans, il belga dividerà l'Oreca 07 con Rolf Ineichen e Mirko Bortolotti. Nello stesso anno partecipa anche alla 6 Ore del Fuji sostituendo René Rast nel team Team WRT.

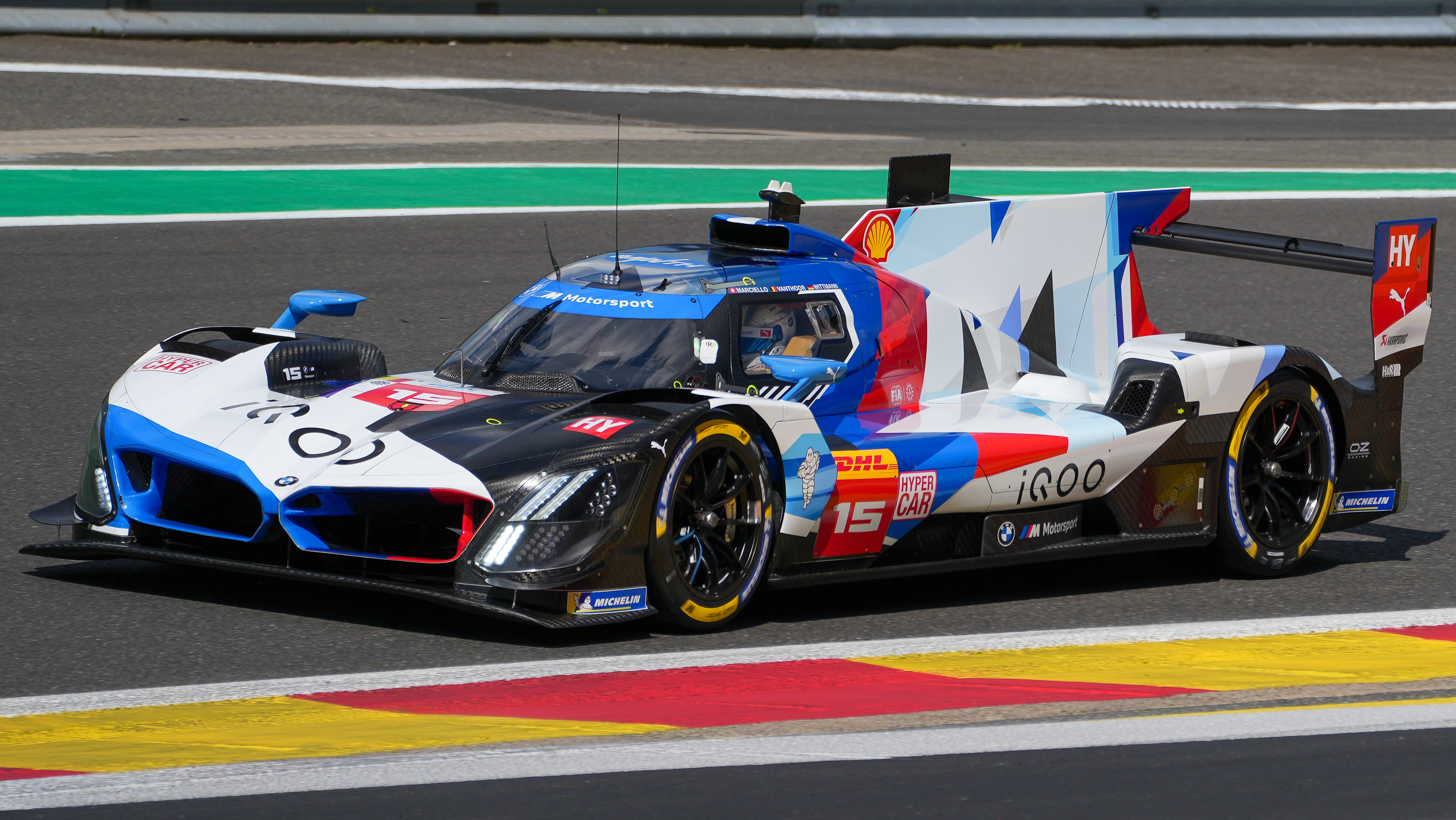
La BMW M Hybrid V8 di Vanthoor durante la 6 ore di Spa 2024

Per la stagione 2024, Vanthoor prende parte al Campionato del mondo endurance con la BMW M Hybrid V8, Hypercar del costruttore tedesco insieme a Raffaele Marciello e Marco Wittmann.
Nel 2025 viene confermato da BMW per il campionato WEC insieme a Raffaele Marciello e Kevin Magnussen.

## Risultati

### Riassunto della carriera
| Stagione | Serie                                   | Team                                    | Gare | Vittorie | Pole | G.V | Podio | Punti | Pos. |
| -------- | --------------------------------------- | --------------------------------------- | ---- | -------- | ---- | --- | ----- | ----- | ---- |
| 2015     | Formula Renault 2.0 NEC                 | Josef Kaufmann Racing                   | 16   | 1        | 0    | 0   | 2     | 181   | 6°   |
| 2015     | Eurocup Formula Renault 2.0             | Josef Kaufmann Racing                   | 2    | 0        | 0    | 0   | 0     | 0     | NC†  |
| 2016     | European Le Mans Series - LMP2          | Team WRT                                | 1    | 0        | 0    | 0   | 1     | 0     | NC†  |
| 2016     | Blancpain GT Series Endurance Cup       | Belgian Audi Club Team WRT              | 5    | 0        | 0    | 1   | 2     | 45    | 8°   |
| 2016     | Blancpain GT Series Sprint Cup          | Belgian Audi Club Team WRT              | 10   | 0        | 0    | 0   | 0     | 12    | 18°  |
| 2016     | Intercontinental GT Challenge           | Audi Sport Team WRT                     | 1    | 0        | 0    | 0   | 0     | 4     | 16°  |
| 2016     | 24 Ore del Nürburgring - Cup 5          | Bonk Motorsport                         | 1    | 1        | 0    | 0   | 1     | N/A   | 1°   |
| 2017     | Blancpain GT Series Endurance Cup       | Belgian Audi Club Team WRT              | 5    | 0        | 0    | 0   | 0     | 0     | NC   |
| 2017     | Blancpain GT Series Sprint Cup          | Belgian Audi Club Team WRT              | 10   | 2        | 2    | 1   | 3     | 62    | 5°   |
| 2017     | Audi R8 LMS Cup                         | Castrol Racing Team                     | 2    | 1        | 2    | 0   | 2     | 42    | 9°   |
| 2017     | China GT Championship - GT3             | Kings                                   | 2    | 1        | 1    | 1   | 2     | 40    | 12°  |
| 2017     | Intercontinental GT Challenge           | Audi Sport Team WRT                     | 1    | 0        | 0    | 0   | 0     | 0     | NC   |
| 2017     | 24 Ore di Le Mans - GTE Am              | JMW Motorsport                          | 1    | 1        | 0    | 0   | 1     | N/A   | 1°   |
| 2018     | Blancpain GT Series Endurance Cup       | Belgian Audi Club Team WRT              | 5    | 1        | 0    | 1   | 1     | 37    | 7°   |
| 2018     | Blancpain GT Series Sprint Cup          | Belgian Audi Club Team WRT              | 10   | 1        | 2    | 2   | 4     | 63.5  | 4°   |
| 2018     | ADAC GT Masters                         | EFP by TECE                             | 14   | 0        | 0    | 1   | 0     | 11    | 31°  |
| 2018     | Intercontinental GT Challenge           | Audi Sport Team WRT                     | 4    | 1        | 0    | 1   | 2     | 55    | 5°   |
| 2018     | 24 Ore del Nürburgring - SP9            | Audi Sport Team WRT                     | 1    | 0        | 0    | 0   | 0     | N/A   | DNF  |
| 2018     | FIA GT World Cup                        | Audi Sport Team WRT Speedstar           | 2    | 0        | 0    | 0   | 0     | N/A   | 8°   |
| 2018-19  | Asian Le Mans Series - GT               | Audi Sport Customer Racing Asia by TSRT | 3    | 0        | 2    | 1   | 1     | 32    | 7°   |
| 2019     | Blancpain GT Series Endurance Cup       | Belgian Audi Club Team WRT              | 5    | 0        | 0    | 0   | 1     | 15    | 17°  |
| 2019     | Blancpain GT Series Sprint Cup          | Belgian Audi Club Team WRT              | 10   | 1        | 2    | 2   | 2     | 40    | 7°   |
| 2019     | ADAC GT Masters                         | Montaplast by Land-Motorsport           | 12   | 1        | 0    | 0   | 3     | 113   | 6°   |
| 2019     | IMSA - GTD                              | Montaplast by Land-Motorsport           | 1    | 0        | 0    | 0   | 0     | 9     | 69°  |
| 2019     | Intercontinental GT Challenge           | Audi Sport Team WRT                     | 4    | 1        | 0    | 0   | 1     | 38    | 14°  |
| 2019     | FIA GT World Cup                        | Audi Sport Team WRT                     | 2    | 0        | 0    | 0   | 0     | N/A   | 8°   |
| 2019     | 24 Ore del Nürburgring - SP9            | Audi Sport Team Phoenix                 | 1    | 1        | 0    | 0   | 1     | N/A   | 1°   |
| 2020     | GT World Challenge Europe Endurance Cup | Belgian Audi Club Team WRT              | 4    | 0        | 0    | 1   | 0     | 39    | 8°   |
| 2020     | GT World Challenge Europe Sprint Cup    | Belgian Audi Club Team WRT              | 10   | 2        | 0    | 1   | 5     | 89    | 1°   |
| 2020     | ADAC GT Masters                         | Team WRT                                | 11   | 1        | 1    | 1   | 3     | 82    | 10°  |
| 2020     | IMSA - GTD                              | WRT Speedstar Audi Sport                | 1    | 0        | 0    | 1   | 1     | 30    | 41°  |
| 2020     | Intercontinental GT Challenge           | Audi Sport Team Valvoline               | 1    | 0        | 0    | 0   | 0     | 4     | 19°  |
| 2020     | Intercontinental GT Challenge           | Audi Sport Team WRT                     | 2    | 0        | 0    | 0   | 0     | 4     | 19°  |
| 2020     | 24 Ore del Nürburgring - SP9            | Audi Sport Team Phoenix                 | 1    | 0        | 0    | 0   | 0     | N/A   | 5°   |
| 2021     | GT World Challenge Europe Endurance Cup | Belgian Audi Club Team WRT              | 5    | 0        | 0    | 0   | 3     | 79    | 3°   |
| 2021     | GT World Challenge Europe Sprint Cup    | Belgian Audi Club Team WRT              | 10   | 4        | 2    | 2   | 7     | 103.5 | 1°   |
| 2021     | ADAC GT Masters                         | Team WRT                                | 14   | 1        | 1    | 1   | 1     | 79    | 12°  |
| 2021     | Intercontinental GT Challenge           | Audi Sport Team WRT                     | 2    | 0        | 0    | 0   | 1     | 28    | 8°   |
| 2021     | 24 Ore del Nürburgring - GTE Pro        | HubAuto Racing                          | 1    | 0        | 1    | 0   | 0     | N/A   | DNF  |
| 2021     | 24 Ore del Nürburgring - SP9            | Audi Sport Team Phoenix                 | 1    | 0        | 0    | 0   | 0     | N/A   | DNF  |
| 2022     | GT World Challenge Europe Sprint Cup    | Belgian Audi Club Team WRT              | 10   | 5        | 3    | 2   | 9     | 135.5 | 1°   |
| 2022     | GT World Challenge Europe Endurance Cup | Belgian Audi Club Team WRT              | 5    | 1        | 2    | 0   | 1     | 39    | 9°   |
| 2022     | Campionato del mondo endurance - LMP2   | Team WRT                                | 2    | 1        | 0    | 0   | 1     | 25    | 13°  |
| 2022     | 24 Ore di Le Mans - LMP2                | Team WRT                                | 1    | 0        | 0    | 0   | 0     | N/D   | 11°  |
| 2022     | FIA Motorsport Games GT Sprint          | Team Belgio                             | 1    | 0        | 0    | 0   | 0     | N/D   | 3°   |
| 2023     | Intercontinental GT Challenge           | Team WRT                                | 2    | 1        | 0    | 0   | 1     | 37*   |      |

* Stagione in corso

### Risultati GT World Challenge Europe

#### Sprint Cup
| Anno    | Team                       | Auto            | Classe | 1      | 2       | 3       | 4       | 5       | 6      | 7      | 8      | 9       | 10      | Punti | Pos. |
| ------- | -------------------------- | --------------- | ------ | ------ | ------- | ------- | ------- | ------- | ------ | ------ | ------ | ------- | ------- | ----- | ---- |
| 2016    | Belgian Audi Club Team WRT | Audi R8 LMS     | Pro    | MIS 4  | MIS 22  | BRH 6   | BRH 12  | NÜR 5   | NÜR 34 | HUN 11 | HUN 7  | CAT Rit | CAT 14  | 12    | 18°  |
| 2017    | Belgian Audi Club Team WRT | Audi R8 LMS     | Pro    | MIS 9  | MIS Rit | BRH 18  | BRH 5   | ZOL 13  | ZOL 4  | HUN 1  | HUN 1  | NÜR 3   | NÜR 10  | 62    | 5°   |
| 2018    | Belgian Audi Club Team WRT | Audi R8 LMS     | Pro    | ZOL 2  | ZOL 11  | BRH 1   | BRH Rit | MIS Rit | MIS 2  | HUN 5  | HUN 7  | NÜR 2   | NÜR Rit | 63.5  | 4°   |
| 2019    | Belgian Audi Club Team WRT | Audi R8 LMS Evo | Pro    | BRH 12 | BRH 6   | MIS Rit | MIS 1   | ZAN 13  | ZAN 5  | NÜR 4  | NÜR 26 | HUN 8   | HUN 7   | 40.5  | 6°   |
| 2020    | Belgian Audi Club Team WRT | Audi R8 LMS Evo | Pro    | MIS 1  | MIS 4   | MIS 1   | MAG 3   | MAG 4   | ZAN 12 | ZAN 7  | CAT 6  | CAT 2   | CAT 2   | 89    | 1°   |
| 2021    | Belgian Audi Club Team WRT | Audi R8 LMS Evo | Pro    | MAG 1  | MAG 2   | ZAN 8   | ZAN 3   | MIS 1   | MIS 1  | BRH 1  | BRH 2  | VAL 16  | VAL Rit | 103.5 | 1°   |
| 2022    | Belgian Audi Club Team WRT | Audi R8 LMS Evo | Pro    | BRH 2  | BRH 2   | MAG 1   | MAG 6   | ZAN 1   | ZAN 2  | MIS 1  | MIS 1  | VAL 3   | VAL 1   | 135,5 | 1°   |
| 2023    | Team WRT                   | BMW M4 GT3      | Pro    | BRH 3  | BRH 3   | MIS 3   | MIS 9   | HOC 3   | HOC5   | VAL 5  | VAL 1  | ZAN 5   | ZAN 2   | 86.5  | 3°   |
| 2024    | Team WRT                   | BMW M4 GT3      | Pro    | BRH 1  | BRH 7   | MIS 2   | MIS 1   | HOC     | HOC    | MAG    | MAG    | CAT     | CAT     | 49*   |      |
| Legenda |                            |                 |        |        |         |         |         |         |        |        |        |         |         |       |      |

* Stagione in corso.

#### Endurance Cup
| Anno    | Team                       | Auto            | Classe | 1       | 2       | 3       | 4       | 5       | Punti | Pos. |
| ------- | -------------------------- | --------------- | ------ | ------- | ------- | ------- | ------- | ------- | ----- | ---- |
| 2016    | Belgian Audi Club Team WRT | Audi R8 LMS     | Pro    | MON 9   | SIL 2   | LEC 19  | SPA 19  | NUR 2   | 45    | 8°   |
| 2017    | Belgian Audi Club Team WRT | Audi R8 LMS     | Pro    | MON Rit | SIL Rit | LEC Rit | SPA 11  | CAT Rit | 0     | 57°  |
| 2018    | Belgian Audi Club Team WRT | Audi R8 LMS     | Pro    | MON 1   | SIL 4   | LEC Rit | SPA 40  | CAT 15  | 37    | 7°   |
| 2019    | Belgian Audi Club Team WRT | Audi R8 LMS Evo | Pro    | MON 18  | SIL 3   | LEC Rit | SPA 25  | CAT 25  | 15    | 17°  |
| 2020    | Belgian Audi Club Team WRT | Audi R8 LMS Evo | Pro    | IMO 4   | NÜR 5   | SPA Rit | LEC 4   |         | 39    | 8°   |
| 2021    | Belgian Audi Club Team WRT | Audi R8 LMS Evo | Pro    | MON Rit | LEC 2   | SPA 2   | NÜR 6   | CAT 3   | 79    | 3°   |
| 2022    | Belgian Audi Club Team WRT | Audi R8 LMS Evo | Pro    | IMO 1   | PAU 41  | SPA Rit | HOC Rit | CAT 4   | 39    | 9°   |
| 2023    | Team WRT                   | BMW M4 GT3      | Pro    | MON 6   | LEC 1   | SPA Rit | NUR 7   | BAR 11  | 26    | 11°  |
| 2024    | Team WRT                   | BMW M4 GT3      | Pro    | LEC     | SPA     | NUR     | MON     | JED     |       |      |
| Legenda |                            |                 |        |         |         |         |         |         |       |      |

* Stagione in corso.

### Risultati 24 ore di Le Mans
| Anno | Team           | Co-piloti                          | Auto            | Classe   | giri | Pos. | Class Pos. |
| ---- | -------------- | ---------------------------------- | --------------- | -------- | ---- | ---- | ---------- |
| 2017 | JMW Motorsport | Robert Smith Will Stevens          | Ferrari 488 GTE | GTE Am   | 333  | 26°  | 1°         |
| 2022 | Team WRT       | Mirko Bortolotti Rolf Ineichen     | Oreca 07-Gibson | LMP2     | 366  | 15°  | 11°        |
| 2024 | BMW M Team WRT | Raffaele Marciello Marco Wittmann  | BMW M Hybrid V8 | Hypercar | 102  | DNF  | DNF        |
| 2025 | BMW M Team WRT | Raffaele Marciello Kevin Magnussen | BMW M Hybrid V8 | Hypercar | 361  | 31°  | 17°        |

### Risultati nel WEC
| Anno    | Squadra        | Classe   | Vettura         | SEB | SPA | LMS | MON | FUJ | BHR |     |     | Punti | Pos. |
| ------- | -------------- | -------- | --------------- | --- | --- | --- | --- | --- | --- | --- | --- | ----- | ---- |
| 2022    | Team WRT       | LMP2     | Oreca 07        |     |     |     |     | 1   |     |     |     | 25    | 13°  |
| Anno    | Squadra        | Classe   | Vettura         | QAT | IMO | SPA | LMS | SÃO | COA | FUJ | BHR | Punti | Pos. |
| 2024    | BMW M Team WRT | Hypercar | BMW M Hybrid V8 | 14  | 18  | 11  | Rit | 9   | 8   | 2   | 5   | 39    | 14°  |
| Anno    | Squadra        | Classe   | Vettura         | QAT | IMO | SPA | LMS | SÃO | COA | FUJ | BHR | Punti | Pos. |
| 2025    | BMW M Team WRT | Hypercar | BMW M Hybrid V8 | 4   | 6   |     | 17  | 17  |     |     |     | 26*   |      |
| Legenda |                |          |                 |     |     |     |     |     |     |     |     |       |      |

* Stagione in corso.

### Risultati 24 Ore del Nürburgring
| Anno | Team                    | Co-Piloti                                           | Auto                 | Classe   | Giri | Pos. | Classe Pos. |
| ---- | ----------------------- | --------------------------------------------------- | -------------------- | -------- | ---- | ---- | ----------- |
| 2016 | Bonk Motorsport         | Emin Akata Christopher Mies Michael Schrey          | BMW M235i Racing Cup | Cup 5    | 120  | 25°  | 1°          |
| 2018 | Audi Sport Team WRT     | Robin Frijns René Rast Kelvin van der Linde         | Audi R8 LMS          | SP9      | 36   | Rit  | Rit         |
| 2019 | Phoenix Racing          | Pierre Kaffer Frank Stippler Frédéric Vervisch      | Audi R8 LMS Evo      | SP9      | 157  | 1°   | 1°          |
| 2020 | Audi Sport              | Nico Müller Frank Stippler Frédéric Vervisch        | Audi R8 LMS Evo      | SP 9     | 85   | 5°   | 5°          |
| 2021 | Audi Sport Team Phoenix | Robin Frijns Frank Stippler Mattia Drudi            | Audi R8 LMS Evo      | SP 9     | 17   | Rit  | Rit         |
| 2022 | Phoenix Racing          | Robin Frijns Kelvin van der Linde Frédéric Vervisch | Audi R8 LMS Evo II   | SP 9 Pro | 159  | 1°   | 1°          |

### Risultati 12 di Bathurst
| Anno | Team                      | Co-piloti                            | Auto            | Classe    | giri | Pos. | Class Pos. |
| ---- | ------------------------- | ------------------------------------ | --------------- | --------- | ---- | ---- | ---------- |
| 2018 | Audi Sport Team WRT       | Robin Frijns Stuart Leonard          | Audi R8 LMS     | GT3 - APP | 271  | 1°   | 1°         |
| 2020 | Audi Sport Team Valvoline | Frédéric Vervisch Christopher Haase  | Audi R8 LMS Evo | A-GT3 Pro | 148  | DNF  | DNF        |
| 2023 | Team WRT                  | Charles Weerts Sheldon van der Linde | BMW M4 GT3      | GT3-Pro   | 322  | 4°   | 4°         |

### Risultati 9 Ore di Kyalami
| Anno | Team     | Co-piloti                            | Auto       | Classe  | giri | Pos. | Class Pos. |
| ---- | -------- | ------------------------------------ | ---------- | ------- | ---- | ---- | ---------- |
| 2023 | Team WRT | Charles Weerts Sheldon van der Linde | BMW M4 GT3 | GT3-Pro | 306  | 1°   | 1°         |